# Edmonde Charles-Roux

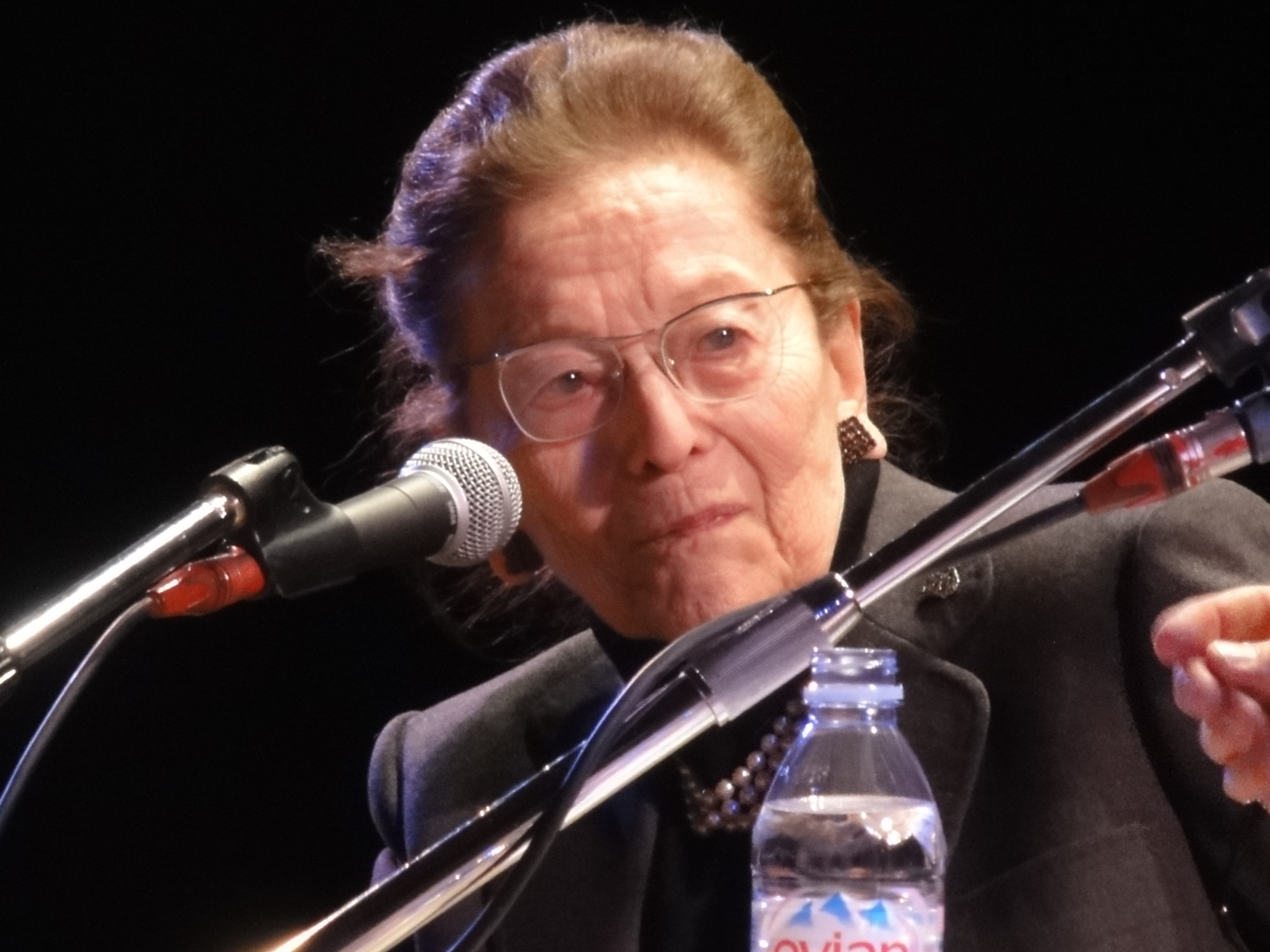
Edmonde Charles-Roux (2011)

Edmonde Charles-Roux (* 17. April 1920 in Neuilly-sur-Seine, Hauts-de-Seine; † 20. Januar 2016 in Marseille) war eine französische Schriftstellerin, Journalistin und Widerstandskämpferin.

## Leben
Edmonde Charles-Roux war die Tochter des französischen Historikers und Diplomaten François Charles-Roux (1879–1961), ihr um elf Jahre älterer Bruder war der Diplomat Jules Henri François Charles-Roux (1909–1999). Ihr Großvater war der Unternehmer und Politiker Jules Charles-Roux (1841–1918). Bedingt durch den Beruf ihres Vaters wuchs sie in Prag und Rom auf.
Während des Zweiten Weltkrieges arbeitete sie freiwillig als Krankenschwester für das 11. Infanterie-Regiment der Fremdenlegion. Während eines Einsatzes in Verdun wurde sie verwundet. Anschließend trat sie als Krankenschwester der Résistance bei und half der 5. Panzer-Division, der 1. Auslandskavallerie-Devision (1er REC) und dem Mechanisierten Infanterie-Regiment der Fremdenlegion (RMLE). Für ihren Einsatz wurde sie später mehrfach ausgezeichnet. So erhielt sie unter anderem das Croix de guerre und wurde zum Ehrenmitglied der Fremdenlegion ernannt.
Nach dem Krieg arbeitete Charles-Roux als Journalistin in der neu gegründeten Frauenzeitschrift Elle und ab 1948 in der französischen Ausgabe des Modemagazines Vogue, wo sie 1954 Chefredakteurin wurde. Dies blieb sie bis 1966. Sie musste die Zeitschrift verlassen, nachdem sie versucht hatte, eine schwarze Frau auf das Cover zu bringen. Drei Monate später erschien mit Oublier Palerme ihr erster Roman, der noch im selben Jahr mit dem Prix Goncourt, dem renommiertesten französischen Literaturpreis, ausgezeichnet wurde. Francesco Rosi verfilmte das Buch 1990 unter dem Titel Palermo vergessen mit James Belushi, Mimi Rogers und Joss Ackland in den Hauptrollen. Ihr 1979 erschienenes Buch Le Temps Chanel war die Vorlage für den 2008 erschienenen und von Anne Fontaine inszenierten Historienfilm Coco Chanel – Der Beginn einer Leidenschaft mit Audrey Tautou in der Hauptrolle der Coco Chanel.
1983 wurde Charles-Roux in die französische Académie Goncourt gewählt und war von 2002 bis 2013 die Präsidentin dieser Literaturvereinigung. 2008 gehörte sie einer Kommission der Académie de France à Rome an.
1966 lernte Charles-Roux den französischen Politiker Gaston Defferre kennen, den sie 1973 heiratete. Er wurde später Innenminister in der Regierung von François Mitterrand und starb am 7. Mai 1986 in seinem Amt als Bürgermeister von Marseille.

## Werke
| - 1966: Oublier Palerme - Palermo vergessen ..., Rainer Wunderlich Verlag Hermann Leins, Tübingen 1967 - 1971: Elle, Adrienne - Elle, Adrienne, Wunderlich Verlag, Stuttgart 1972 - 1974: L’Irrégulière ou mon itinéraire Chanel - Chanel, Wunderlich Verlag, Stuttgart 1976 | - 1979: Le Temps Chanel - 1980: Stèle pour un bâtard - 1981: Une enfance sicilienne - 1989: Un désir d’Orient, vol I biography of Isabelle Eberhardt - 1995: Nomade j'étais, vol II - 2003: L’homme de Marseille - 2003: Isabelle du désert |

## Auszeichnungen (Auswahl)
- 1945: Ritter der Ehrenlegion.
- 1945: Croix de guerre.
- 1966: Prix Goncourt.
- 2010: Kommandeur der Ehrenlegion.